# Список керівників держав 972 року
Список керівників держав 972 року — це перелік правителів країн світу 972 року.
Список керівників держав 971 року — 972 рік — Список керівників держав 973 року — Список керівників держав за роками

## Європа
- Англія:
  - Король Англії — Едгар Мирний (959—975)
  - Гвікке — до 994 немає даних.
  - Корнволл — граф Вортегін Хелін ап Ролоп (960—980)
- Балканський півострів:
  - Перше Болгарське царство — Борис II (969—977)
  - Західне Болгарське царство — Самуїл (до 980 — як воєначальник)
  - Дукля — Петрислав Хвалимирович (971—990)
- Волзька Болгарія — Таліб ібн Ахмад (964—976)
- Вельс:
  - Брихейніог — Елісед ап Гвалог (? — ?)
  - Королівство Гвент — Артфел ап Нові (970—983)
  - Королівство Гвінед — до 974 невідомо
  - Дехейбарт — Овейн ап Гівел (950—987)
  - Морганнуг — Морган III Старий (950—974)
  - Королівство Повіс — Овейн ап Гівел (950—984)
- Візантійська імперія — Іоанн I Цимісхій (969—976)
  - Неаполітанське герцогство — Марин II (968—992)
  - Самос (фема) — до 1002 невідомо
  - Катепанат Расу — Іоанн (971-976?)
  - Парістріон — Лев Саракенопул (971—975)
- Ірландія — верховний король Домналл Ва Нейлл (956—980)
  - Айлех — Домналл мак Муйрхертайг О'Нейлл (943—980)
  - Айргіалла — Мак Ейккніг мак Далаг (970—998)
  - Дублін (королівство) — Амлайб Куаран (952—980) — вдруге
  - Коннахт — Конхобар МакТадг (967—973)
  - Ленстер — Мурхад мак Фінн (966—972); Угайре II (972–976/977)
  - Король Міде — Доннхад Фінн мак Аеда (960—974)
  - Мунстер — Матґамайн мак Кеннетіґ (970—976)
  - Улад — Аед мак Лойнгсіг (971—972); Еохайд мак Ардгайл (972-1004)
    - Конайлле Муйрхемне — Конгалах мак Майк Етіг (970—988)
- Італія:
- Король Італії — Оттон I (966—973)
  - Венеційська республіка — дож П'єтро IV Кандьяно (959—976)
  - Веронська марка — Генріх II (955—975)
  - Іврейська марка — Конрад (970 — бл. 990)
  - Князівство Капуанське — Пандульф I Залізна Голова (968—981)
  - Князівство Беневентське — Ландульф IV (968–981)
  - Герцогство Гаета — Григорій (962/963-978)
  - Маркграфство Монферрат — Оттоне (Оддон) I (969—991)
  - Салернське князівство — Гізульф I (952—978)
  - Сполетське герцогство — Пандульф I (967—981)
  - Сицилійський емірат — Абу'л-Касім Алі аль-Кальбі (969—982)
    - Катепанат Італії — Михайло Абіделас (970—975)
- Кавказ:
  - Абхазьке царство — Деметре III (967—975)
  - Вірменія — Ашот III Милостивий (953—977)
  - Кахетія — Квіріке II (929—976)
  - Тао-Кларджеті — Баграт II Регвені (958—994)
- Німеччина:
  - Герцогство Баварія — маркграф Генріх II (955—976)
  - Архієпископ Зальцбургу — Федерік I (958—991)
  - Кельнське курфюрство — Геро (969—976)
  - Лужицька марка — Одо I (965—993)
  - Архієпископ Майнца Рупрехт (970—975)
  - Маркграфство Мейсен — Вігберт (965—976)
  - Ободрицький союз — Мстивой II (965/967—986)
  - Герцогство Саксонія — Герман (961—973)
  - Саксонська марка — Одо I (965—993)
  - Франконія (герцогство) — Оттон I (939—973)
  - Герцогство Швабія — Бурхард III (954—978)
- Піренейський півострів:
  - Королівство Леон — король Леону, Астурії та Галісії Раміро III (966—984)
  - Коїмбрське графство — Гонсалу Моніш (933—981)
  - Кордовський емірат — Аль-Хакам II (961—976)
  - Королівство Наварра — Санчо II (970—994)
  - Графство Португалія — Гонсалу I Мендеш (950—997)
- Польща — Мешко I (960—992)
- Скандинавія:
  - конунґ данів — Гаральд I Синьозубий (958—986)
  - Король Норвегії — Гаральд I Синьозубий (970—986)
  - Швеція — Улоф II Бйорнссон (970—985)
- Угорське князівство — надьфейеделем Такшонь (955—972); Геза (972-997)
- Україна — Київський князь Святослав Ігорович (964—972); Ярополк Святославич (972-978)
  - Овруцьке князівство — Олег Святославич (970—977)
- Західне Франкське королівство — Лотар (954—986)
  - Герцогство Аквітанія — Ґійом IV Залізнорукий (963—995)
  - Арелатське королівство — Конрад I (937—993)
  - Графство Булонь — граф Арнульф III (971—990)
  - Архграф Верхньої Бургундії — Генріх I (965—1002)
  - Герцогство Васконія — герцог Вільгельм (961—996)
  - Бретонське герцогство — Жоффруа I Грізегонель (960—987)
  - Голландія — Дірк II (928/949—988)
  - Ено (графство) — Ріхар (971—973)
  - Графство Керсі — Гуго (935—972); Раймунд III (972/974-1008)
  - Графство Ла Марш — Бозон I Старий (958—974)
  - Нижня Лотарингія — Ріхер (968—973)
  - Люксембург (графство) — Зигфрід (963—998)
  - Графство Мен — Гуго II (950—992)
  - Нормандія — Річард I (942—996)
  - Графство Тулуза — Раймунд (V) (961—978)
  - Урхельське графство до 992 — в складі графства Барселона
  - Фландрія — Арнульф II Фландрський (965—987)
- Хозарський каганат — Давид (965/966—998)
- Хорватія — Степан Држислав (969—987)
- Чехія — князь Болеслав I (935—972); Болеслав II (972-999)
- Шотландія:
  - Король Шотландії — Кеннет II (971—995)
  - Стратклайд — Дональд III макЕоган (937—971/973)
- Святий Престол; Папська держава — папа римський Іван XIII (965—972)
- Вселенський патріарх — Василій I Скамандрин (970—973)
  - Тбіліський емірат — Джафар бін Мансур (952—981)

## Азія
- Близький Схід:
  - Фатіміди — Аль-Муїзз (953—975)
  - Багдадський халіфат — Муті (946—974)
  - Шаріфат Мекки — Мухаммед Абу-Джафар аль-Талаб (967—980)
  - Дербентський емірат — Ахмад (954—976) вчетверте
  - Зіядіди — Абул-Джейш Ісхак ібн Ібрагім (904—981)
  - Зіяриди — Бісутун (967—977)
  - Держава Ширваншахів — Ахмад I (956—981)
  - Яфуриди — Абдалла бін Кахтан (963—997)
- Васпураканське царство — Абусахл-Амазасп (959—972); Ашот-Саак (972-991)
- Візантія:
  - Антіохія (фема) — Михайло Бурцас (970—976)
  - Тарон (фема) — Лев (969—972)
- Карське царство — Мушел (962—984)
- Династія Дінь — Дінь Бо Лінь (968—979)
- Індія:
  - Західні Ганги — Марасімха Сатьявак'я (963—975)
  - Гуджара-Пратіхари — Віджаяпала (956—989)
  - Гуджарадеша — Мулараджа I (942—986)
  - Камарупа — Індра Пала (960—990)
  - самраат Кашмірської держави (Династія Утпала) — Абхіманья (958—972); Нандігупта (972—973)
  - Мевар (князівство) — Наравагана (971—973)
  - Імперія Пала — Гопала II (959—976)
  - Держава Пандья — підкорено Чолою до 1190
  - Раджарата — раджа Удайя III (964—972); Сена IV (972-975)
  - Раштракути — Коттіга Амогаварша (967—972); Карка II (972-973)
  - Династія Тхакурі — Гунакамадева II (949—994)
  - Саканбарі — нріпа Віґрахараджа II (971—998)
  - Східні Чалук'ї —Данарнава (970—973)
  - Чандела — магараджа Джеджа-Бхукті Дханга (954—999)
  - магараджа держави Чеді й Дагали Шанкарагана III (970—980)
  - Чола — Уттама Чола (970—985)
  - Династія Шахі (Кабулшахи, Індошахи) — Джаяпала (964—1001)
- Індонезія:
  - Матарам — Шрі Ісіяна Тунггавійя (947—985)
  - Сунда — Прабу Мундінг Ганавірія (964—973)
  - Шривіджая — Шрі Удаядитьяварман (960—980)
- Китай:
  - Далі — до 1081 невідомо
  - ідикут Кучі — Арслан-хан (948—985)
  - Династія Ляо — Єлюй Сянь (969—982)
  - Династія Сун — Чжао Куан'їнь (960—976)
  - Південна Тан — Лі Юй (961—975)
  - Уюе — Цянь Чу (948—978)
  - Південна Хань — Лю Чан (958—972). Повалена династією Сун.
  - Північна Хань — Лю Цзиюань (968—979)
- Корея:
  - Корьо — Кванджон (949—975)
  - Дундань — Єлюй Сянь (959—982)
- Паган — король Н'яунг-у Саврахан (956—1001)
- Персія:
  - Баванди — Рустам II (964—979)
  - Буїди — Адуд ад-Даула (949—983)
  - Раввадіди — Абул-Хайя Хусейн I (961—983)
  - Саффариди — Халаф ібн Ахмад (963—1003)
  - Саларіди — Ібрагім I ібн Марзубан (962—979)
  - Шеддадіди — Алі Лашкарі I ібн Мухаммад (971—978)
- Кхмерська імперія — Джаяварман V (968—1001)
- Середня Азія:
  - Караханідська держава — Алі Арслан-хан (970—998)
- Японія — Імператор Ен'ю (969—984)

## Африка
- Берегвати — Абу Мансур Іса (961—?)
- Зіріди — Булуггін ібн Зірі (972-984)
- Ідрісиди — Аль-Хасан II ібн Аль-Касім (954—974)
- Макурія — Георгіос II (969? — 1001)
- Мідрариди — Абу Мухаммад аль-Мутазз (963—977)
- Фатіміди — Аль-Муїзз (953—975)
- Королівство Шоа — амір Мухіаддін (?-?)